# 天鵝座V1584
天鵝座V1584，又名BD+46 2910，HD 193722、SAO 49482、HR 7786，是天鵝座的一颗恒星，视星等为6.5，位于銀經83.35，銀緯5.93，其B1900.0坐标为赤經20h 16m 45.3s，赤緯+46° 5.93′ 16″。